# YungRussia
YungRussia (укр. Молода Росія) — колишня коаліція російських творчих об'єднань, творцем якої є Boulevard Depo.
Припинила своє існування 23 листопада 2016. До неї входили : Dead Dynasty, Dopeclvb, Sabbat Cult і Litalima.

## Історія
У вересні 2014 року Boulevard Depo створює хештег YungRussia в Tumblr. Через деякий час все переростає в цілий творчий рух, і Артем зі своїми близькими колегами вирішує створити коаліцію, на момент створення якої всі учасники були відомі лише у вузьких колах слухачів.
22 квітня 2015 вийшов відеокліп на пісню «CHAMPAGNE SQUIRT» виконавців Pharaoh і Boulevard Depo, який став відправною точкою для визнання публіки. Відеокліп був знятий як промо до першого туру під назвою «YUNGRUSSIA SHOWCASE TOUR».
У травні 2016 YungRussia відправляється у другий тур, що мав назву «YUNGRUSSIA EPISODE II: SPRINGBREAK». Влітку того ж року Adidas Originals і Boiler Room зняли документальний фільм про коаліцію.
У вересні 2016 року було анонсовано останній тур — «YUNGRUSSIA HARVEST TIME». Як промо, був випущений відеокліп на пісню «5 минут назад» від Pharaoh і Boulevard Depo, який відразу став вірусним.

Перед початком туру менеджер Джонатан Лівінгстон опублікував в офіційному співтоваристві «ВКонтакте» звернення до слухачів: 
|  | Останній він (тур) з багатьох причин, але я розповім про найпростіші. По-перше, ніхто не очікував, що від 0 до 100 ми розженемося так швидко. По-друге, ми усвідомили, що визнання не є розуміння. А по-третє, ми банально виросли і вже починаємо виходити за межі того, що нам би хотілося робити. Тому ґвалтувати це ім'я більше не має жодного сенсу. |

23 листопада 2016 в клубі «Космонавт», що у Санкт-Петербурзі, відбувся останній концерт YungRussia, після якого вона розпалася.

У жовтні 2019 році Boulevard Depo дав інтерв'ю Esquare, де розповів про те, як саме відбувався розпад YungRussia : 
|  | Робимо останній тур, у якому вже ніхто майже не спілкується між собою. Дограємо цей тур і розбігаємось по куткам. Ось у цей момент, всі реально взяли і розбіглися по своїм куткам. І хто з чим залишився після цього - дуже велике питання, бо в когось поїхав дах, хтось вдарився у роботу, як я, хтось повернувся назад до Уфи і загубився там. Хтось, як наприклад мій кореш i61, почали рухатися у Санкт-Петербурзі і займатися своїми справами. Тобто всі зрештою залишилися зі своєю музикою наодинці - це найголовніше. Була нестабільність усередині колективу - хтось просто хизувався, комусь треба було випускати більше матеріалу, але він цього не робив, тим самим заздалегідь записуючи себе в аутсайдери. Скільки було людей, стільки було позицій. Як тільки вся ця ситуація закінчилася, всі залишилися самі з собою наодинці. Хто і як її виростив, ми можемо спостерігати зараз. |

## Повний склад

### Dead Dynasty
- Pharaoh
- Mnogoznaal
- 39
- Dima Roux
- Otis
- Jeembo
- Techno
- Acid Drop King
- Saluki
- White Punk
- SOUTHGARDEN
- FrozenGangBeatz
- Cheney Weird
- DIMVRS
- stereoRYZE
- BRYTE
- MEEP
- LAPI
- Evian Voag
- LOSTSVUND
- Crazie Mugg
- VISNU
- PRPL
- Shulya
- vrszv
- Джонатан Ливингстон

### Dopeclvb
- i61
- Basic Boy
- Glebasta Spal
- Thomas Mraz
- Devika Shawty
- Custom Quest
- Настя Тусина
- Nickie Zimov
- Глеб Кузнецов
- Padillion

### Sabbat Cult
- SUPERIOR.CAT.PROTEUS
- GONE.Fludd
- TVETH
- IROH
- CAKEBOY
- Flipper Floyd
- LOW-FI Prince
- SNUF
- BragOne
- M00NCHiLD
- 50k
- Sidxkick
- PONYLAND
- DIXHEAD
- WAVE 16

### Litalima
- Mnogoznaal
- TILMIL
- SEVNZ
- TVLI
- подвала ноктюрн
- NNEMO
- IPANEMA
- ЗИМА
- Feelowsaw?
- LAIME
- CCOCOONN
- LMN
- KEJN
- kuroiumi
- LEMMON 714
- Shulya

### Інші
- Boulevard Depo
- GERA PKHAT
- SP4K
- Shadow Playaz
- Карина Сафина
- Саша Зимина

## Концертні тури
- 2015 — YUNGRUSSIA SHOWCASE TOUR
- 2016 — YUNGRUSSIA EPISODE II: SPRINGBREAK
- 2016 — YUNGRUSSIA HARVEST TIME